# Gintaras Karosas

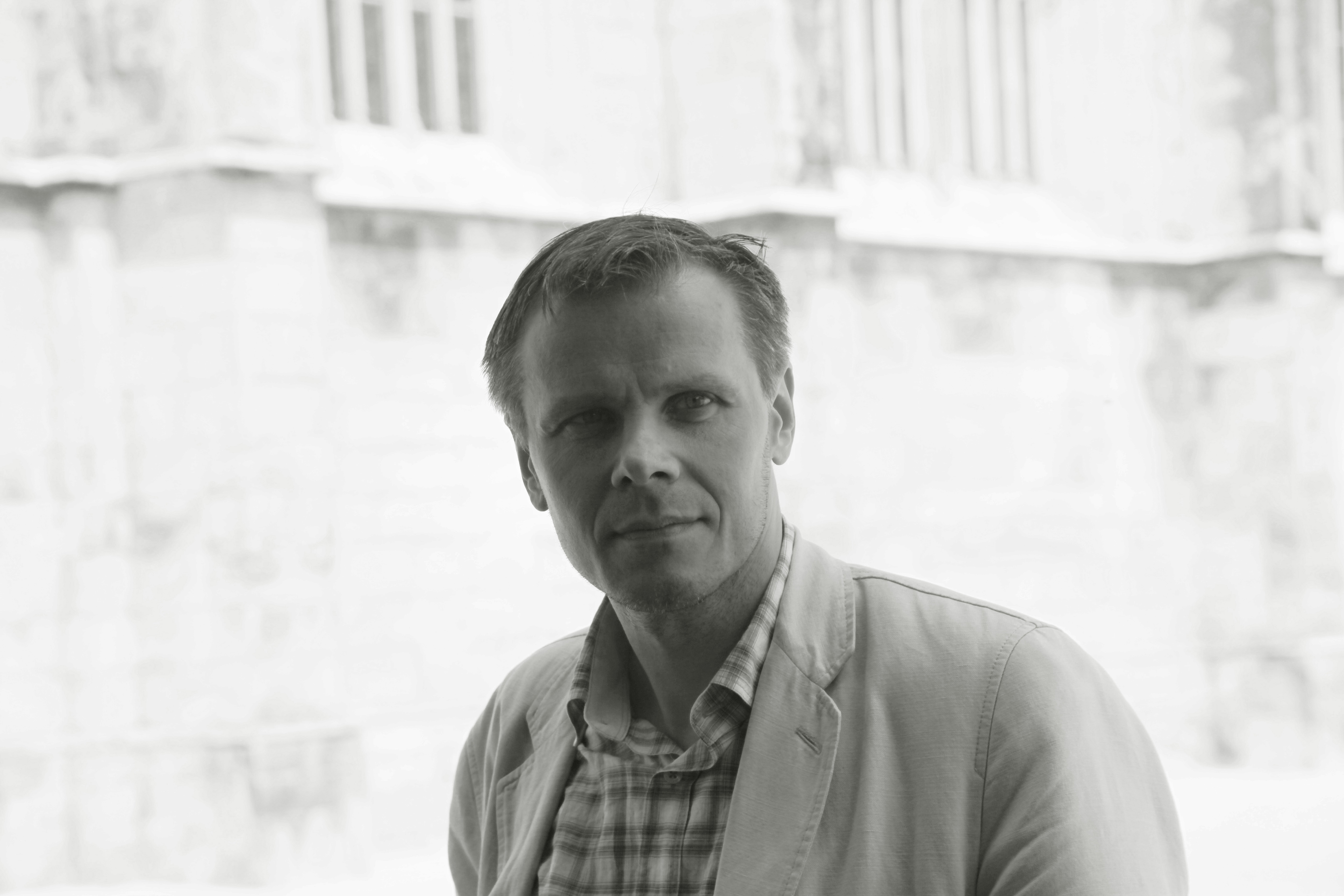
Gintaras Karosas

Gintaras Karosas (ur. 25 października 1968 we wsi Krzyżaki k. Wilna) – litewski artysta, działacz społeczny, samorządowiec, prezes Parku Europy.
W 1998 ukończył rzeźbę na Akademii Sztuk Pięknych w Wilnie. W 1995 został wymieniony przez The Wall Street Journal w grupie dwudziestu młodych ludzi niosących zmiany Europie Środkowej i Wschodniej.
W 2017 w artykule „Pogoń w Wilnie: O ważności litewskich ambicji i dyplomacji” opublikowanym na łamach Lietuvos žinios Karosas zasugerował „silniejszą integrację etnicznej Litwy Południowo-Wschodniej”, a także wysunął roszczenia terytorialne względem Suwalszczyzny proponując podjęcie kwestii „odzyskania zabranej przez Polskę ziemi suwalskiej”.